# Макс Вінклер
Макс Деніел Вінклер (англ. Max Daniel Winkler; нар. 18 серпня 1983) — американський сценарист і режисер кіно і телебачення. Його заслуги включають постановку фільму «Церемонія» (2010) з Майклом Ангарано та Умою Турман у головних ролях. Фільм був режисерським дебютом Вінклера в повнометражному кіно.

## Особисте життя та навчання
Народився в Лос-Анджелесі, Каліфорнія. Є сином Стейсі Вайцман і актора Генрі Вінклера. Він має єврейське походження, а його дідусь і бабуся пережили Голокост. У дитинстві він зіграв невелику роль у фільмі 1993 року «Півтора поліцейських», який зняв його батько.
Він закінчив Школу кінематографічного мистецтва USC у 2006 році.
13 жовтня 2021 року у Вінклера народилась його перша дитина, дочка, на ім'я Френкі, від дружини Джесіки Барден.

## Фільмографія

### Режисер
Кларк і Майкл (серіал, також продюсер, 2006)
Король Центрального парку (короткометражний фільм, також продюсер і сценарист, 2006)
Wainy Days (телесеріал, також співавтор сценарію епізоду «Dorvid Days», 2007)
Церемонія (також сценарист, 2010)
Нова норма (серіал, чотири серії, 2012)
Новенька (серіал, три серії, 2013)
Труднощі асиміляції (серіал, одна серія, 2015)
Гріндер (серіал, одна серія, 2015)
Без зобов'язань (серіал, дві серії)
Квітка (також сценарист, 2017)
Божевільна колишня (одна серія, 2017)
Без правил / Країна джунглів (також сценарист, 2019)
Жахливе літо (одна серія, 2021)
Американські історії жахів (дві серії)
Американська історія жаху (одна серія, 2021)
Наглядач (одна серія, 2022)

### Продюсер
Десять пальців (короткометражний, виконавчий продюсер, 2010)
Усім потрібна Кет (виконавчий продюсер, 2011)
Це не ти, це я (2012)

### Інші заслуги
Півтора копа (актор, 1993)
A Cut Above (короткометражний фільм, художник-постановник, 2006)
Уповільнений розвиток (актор, 2013)